# James Jebusa Shannon

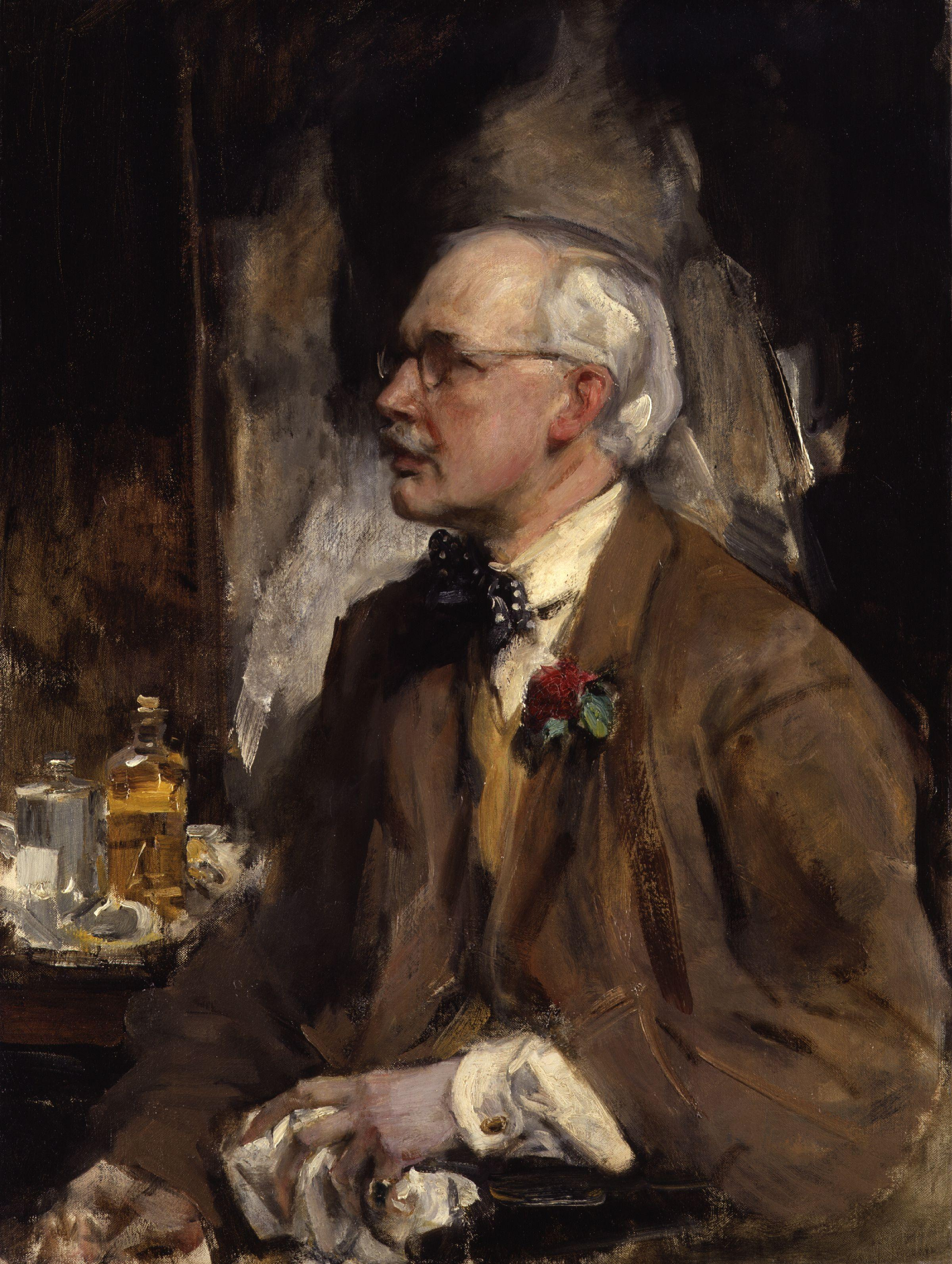
Selbstporträt, Öl auf Leinwand, um 1919, National Portrait Gallery, London

Sir James Jebusa Shannon CBE RA (* 3. Februar 1862 in Auburn, New York; † 23. April 1923 in London) war ein anglo-amerikanischer Maler.

## Leben

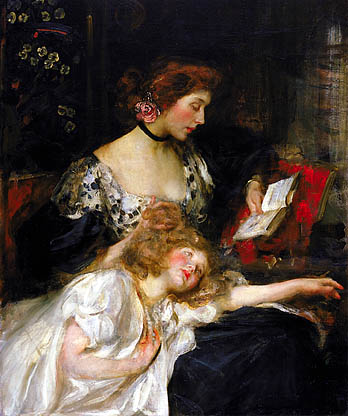
Lady Shannon und Kitty, Öl auf Leinwand (um 1900), Smithsonian American Art Museum

James Jebusa Shannon war ein Sohn irischer Eltern. Im Jahre 1870 zog die Familie nach St. Catherines, Ontario. Seine Eltern erkannten schon früh sein künstlerisches Talent und so bekam er privaten Mal- und Zeichenunterricht bei dem lokalen Maler E. William Wright, der ihm eindringlich zur Fortsetzung des Studiums in London riet. Im Jahre 1878 reiste er nach England und studierte an der Slade School of Fine Art unter Sir Edward Poynter. Bald darauf galt Shannon als begabtester Schüler von Poynter und erhielt zwischen 1881 und 1882 Aufträge von Königin Victoria sie zu porträtieren. Durch seine Erfolge als Porträtmaler verzögerte sich seine Abreise nach Kanada immer wieder heraus. Im Jahre 1886 heiratete James Jebusa Shannon in London Lady Florence Mary Cartwright; ein Jahr später wurde deren Tochter Kitty und 1890 Tochter Marjorie geboren. In den folgenden Jahren malte er sie bei vielen Gelegenheiten. 
In der Mitte der 1880er Jahre dominierte Shannon zusammen mit seinem amerikanischen Malerkollegen John Singer Sargent die britische Porträtmalerei. Shannons Popularität wurde gefördert durch die Schirmherrschaft von Lady Violet Manners, Duchess of Rutland (1856–1937). Sein Atelier hatte er in der Holland Park Road in London. Im Jahre 1904 reiste er zusammen mit seiner Familie für drei Jahre in die Vereinigten Staaten.

## Auszeichnungen
- 1886 Gründungsmitglied des New English Art Club
- 1897 Assoziiertes Mitglied der Royal Academy of Arts
- 1908 Wahl zum assoziierten Mitglied (ANA) der National Academy of Design, New York[1]
- 1909 Vollmitglied der Royal Academy of Arts
- 1910–1923 Präsident der Royal Society of Portrait Painters
- 1918 auswärtiges Mitglied der Académie des Beaux-Arts
- 1922 Commander of the British Empire (CBE)
- 1922 Knight Bachelor („Sir“)
- 1926 Assoziiertes Mitglied der Académie royale des Sciences, des Lettres et des Beaux-Arts de Belgique (postume Wahl in Unkenntnis des Todes)[2]

## Werke (Auswahl)

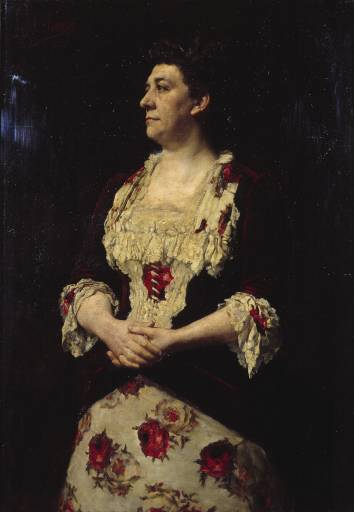
Porträt von Madame Patey, Öl auf Leinwand (1884), Tate Gallery, London
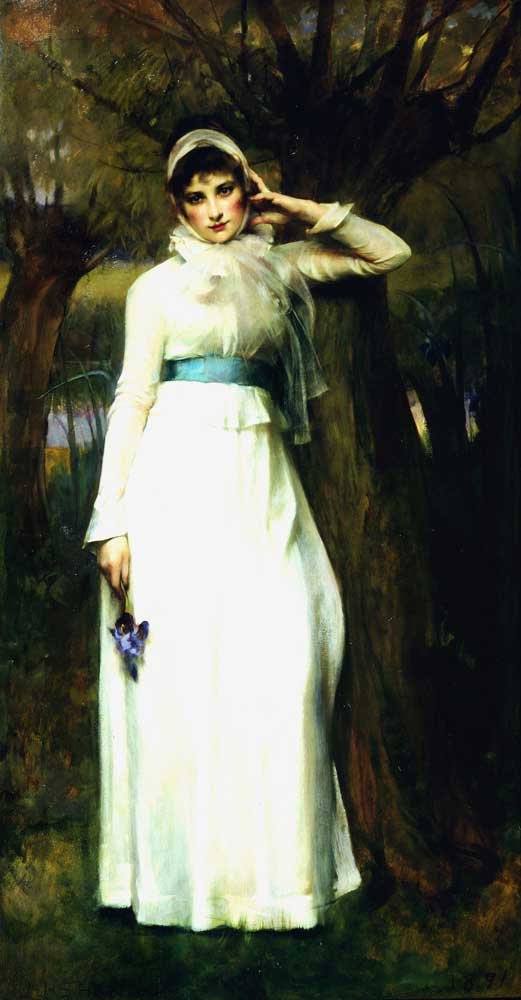
Porträt von Iris, Öl auf Leinwand (1891), Privatbesitz
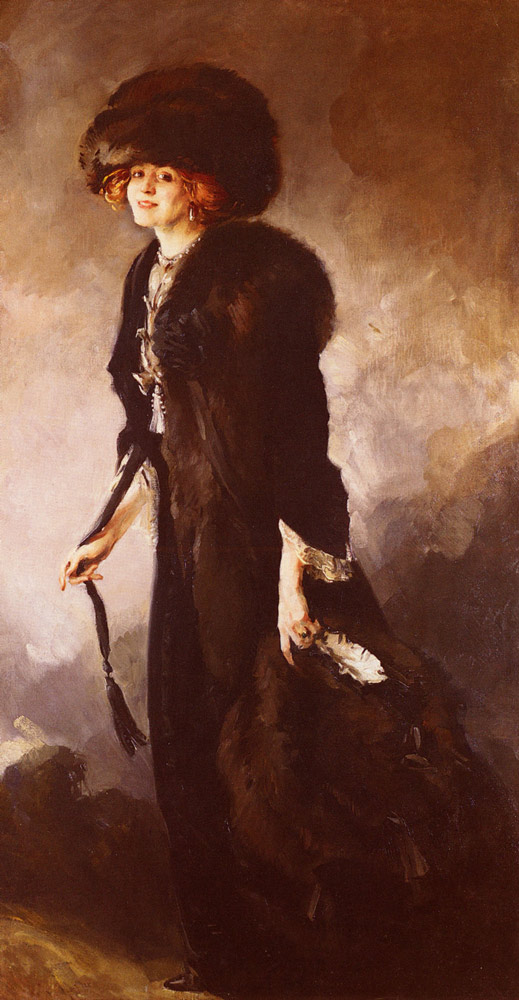
Porträt von Ruby Miller, Öl auf Leinwand (1890), Privatbesitz
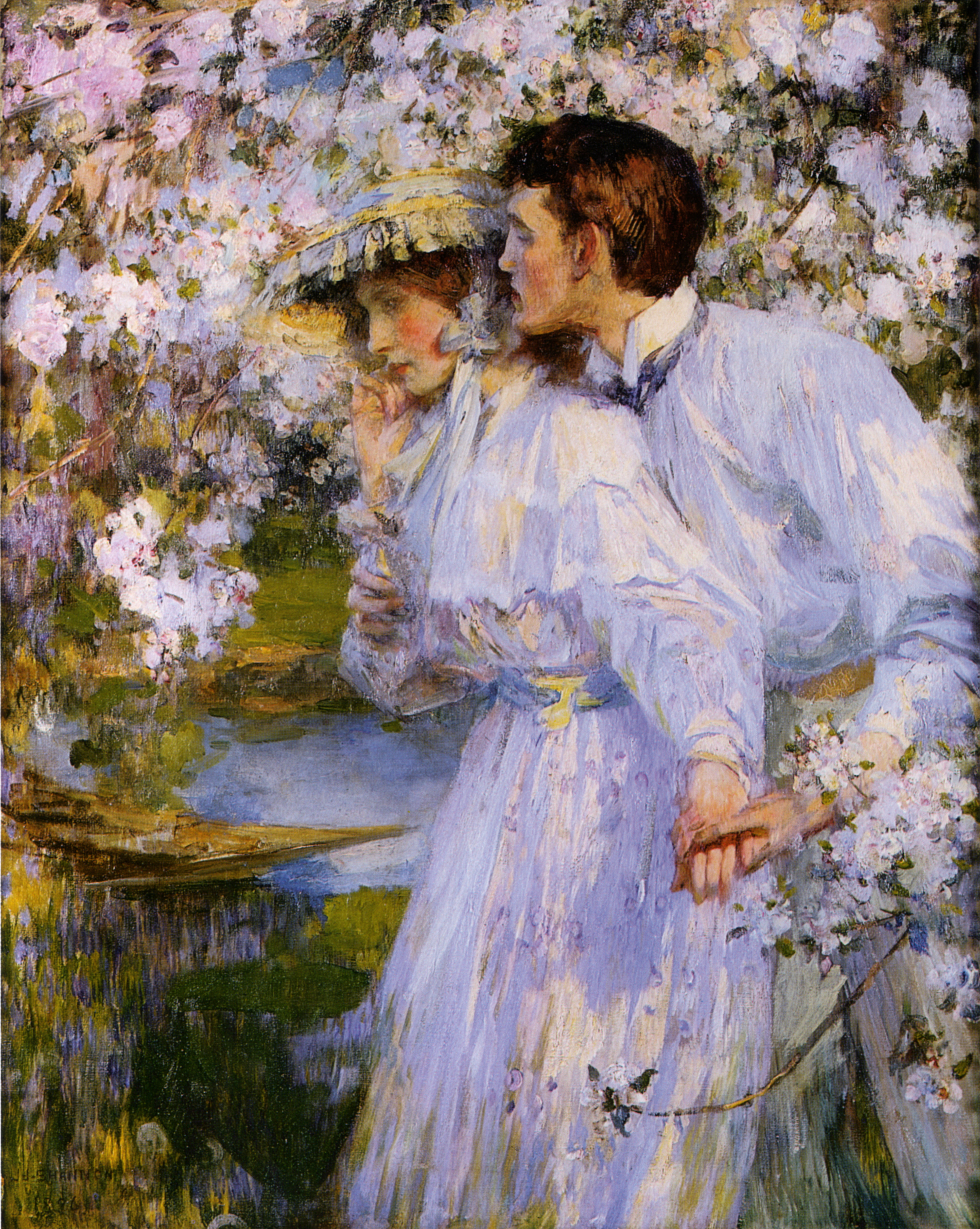
Im Frühling, Öl auf Leinwand (1896), Privatbesitz
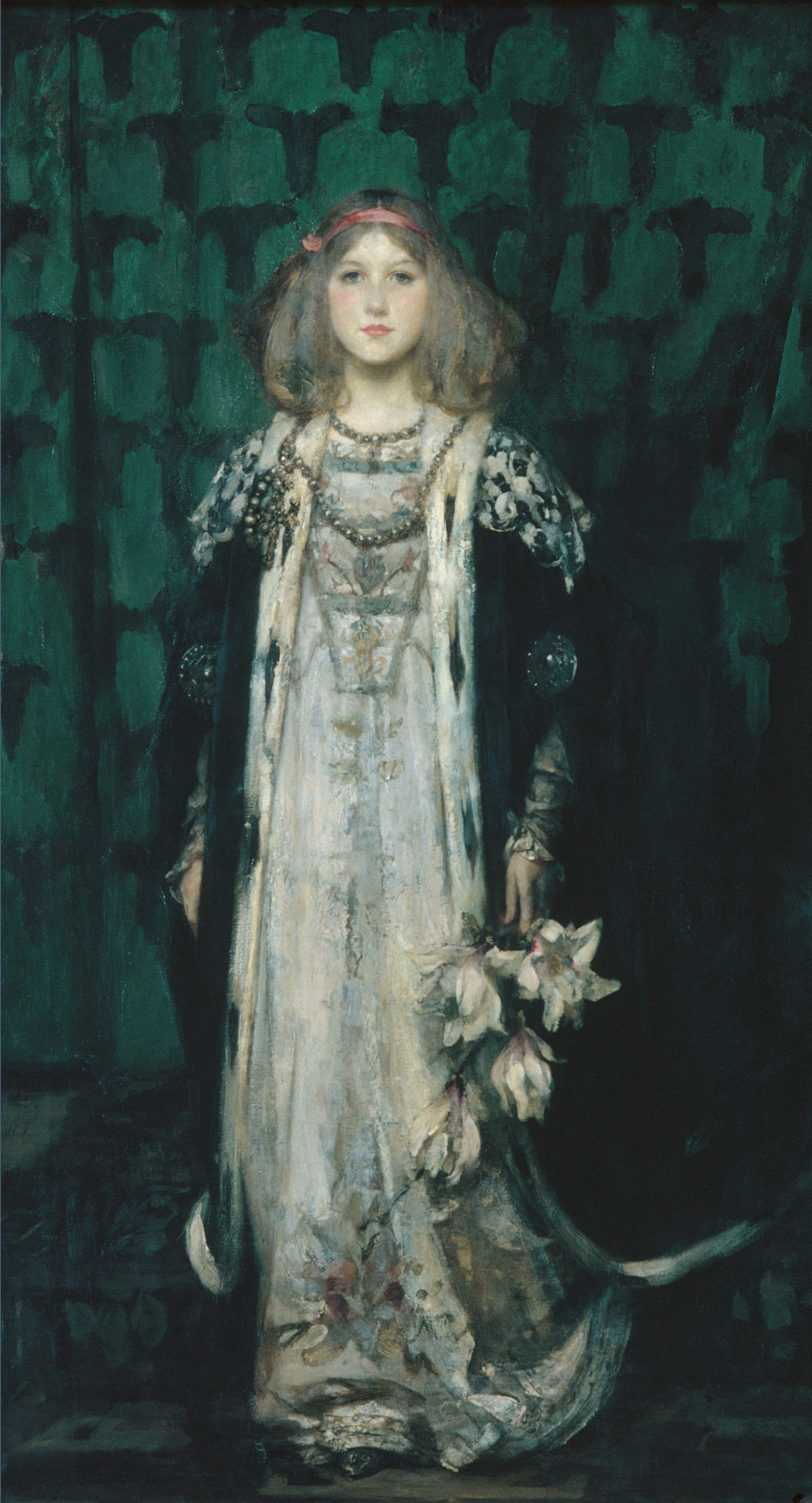
Porträt von Magnolia, Öl auf Leinwand (1899), Metropolitan Museum, New York
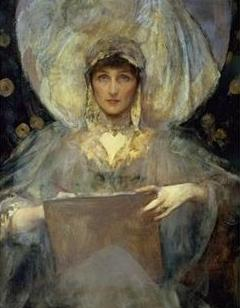
Porträt von Violet, Duchess of Rutland, Öl auf Leinwand (um 1900)
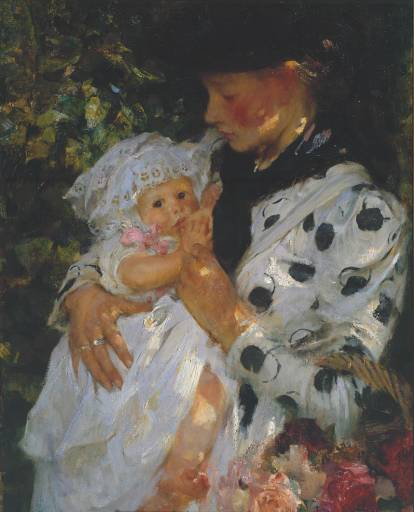
Das Blumenmädchen, Öl auf Leinwand (1900), Tate Gallery, London
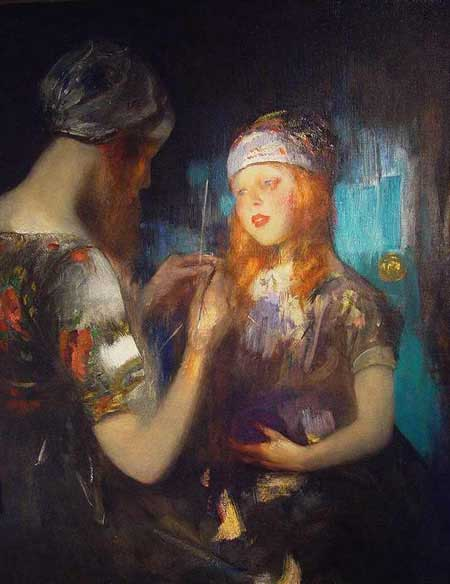
Nora Ward und Kitty Shannon, Öl auf Leinwand (1900/1905), Privatbesitz
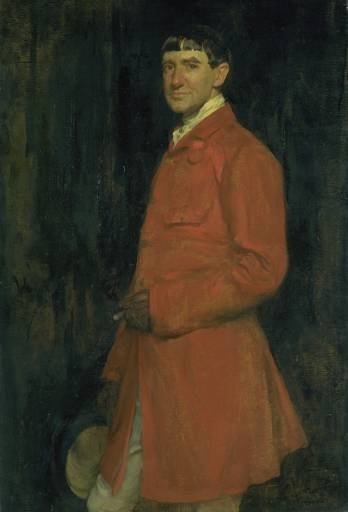
Porträt von Phil May, Öl auf Leinwand (1902), Tate Gallery, London
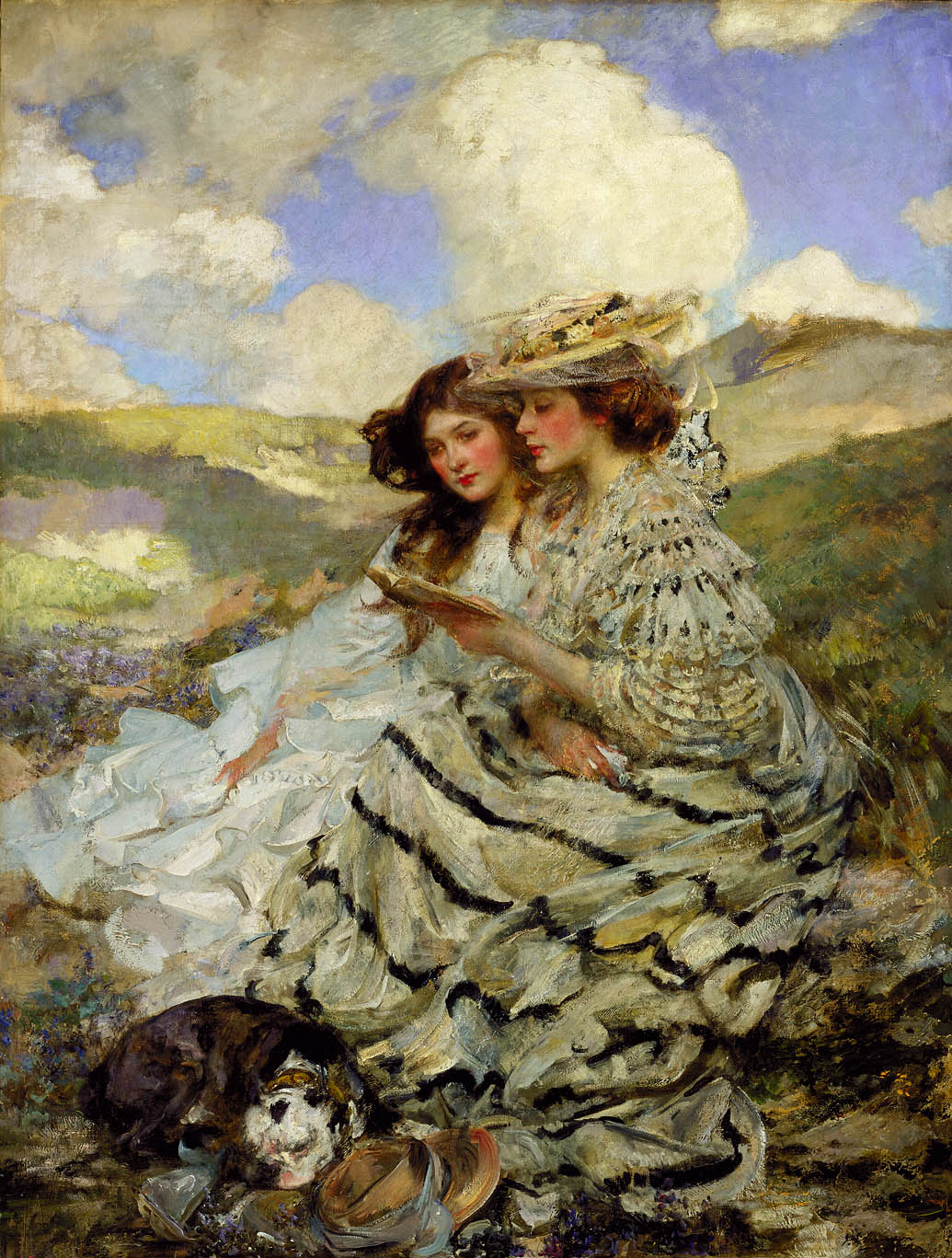
Auf der Düne (Lady Shannon und Kitty), Öl auf Leinwand (um 1910), Smithsonian American Art Museum